# فغرة

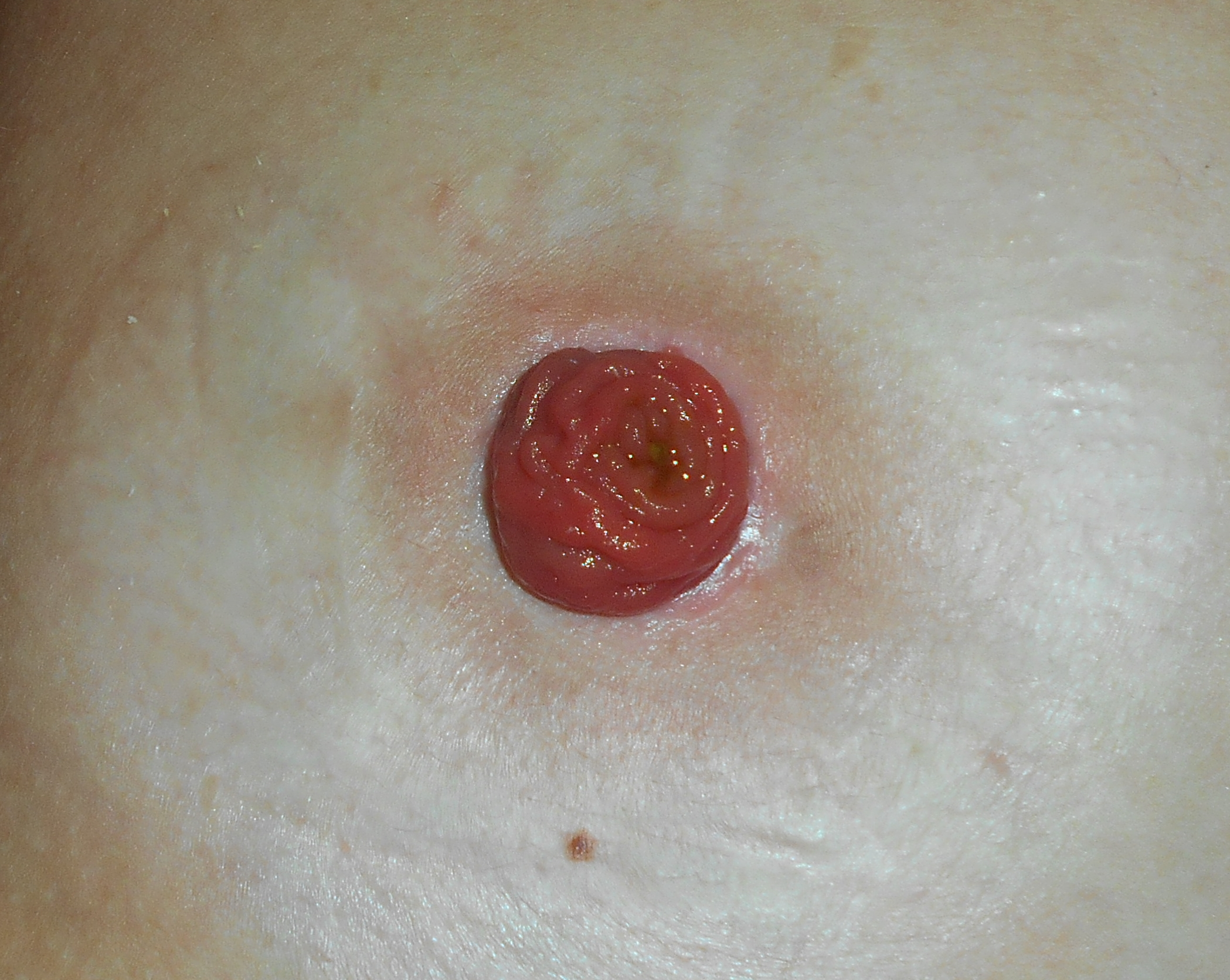

الفغرة (الجمع فغرات، مشتقة من الكلمة اللاتينية στόμα "mouth") هي عبارة عن فتحة طبيعية أو جراحية تقوم بربط جزء من جوف الجسم بالبيئة الخارجية. ويتم استخدام لاحقة الفغر للإشارة إلى الإجراء الجراحي لإنشاء الفغرات، بينما يتم استخدام بادئة تشير إلى أن العضو أو المنطقة الخاصة بالعملية الجراحية.
وفي علم التشريح، يُشار إلى الفغرة الطبيعية إلى أي فتحة موجودة في جسم الإنسان مثل الفم. ويمكن استخدام العضو الأجوف كفغرة صناعية عند الضرورة. ويشمل هذا المريء والمعدة والإِثْناعَشَرِيّ واللَّفائِفِيّ والقولون وجَوفُ الجَنْبَة والحالب والمثانة والحوض الكلوي.
تعد عملية فغر القولون هي أشهر صور الفغرات الاصطناعية، حيث يتم جراحيًا إنشاء فتحة في الأَمْعاء الغَليظَة تسمح بخروج الغائط من الجسم عبر المستقيم لنزحه داخل جَيْبَة أو داخل جَهيزَة تجميعية أخرى. كما كانت الممارسة العامة للنَقْب تعد نوعًا من أنواع الفغرات.
تتم الفغرات خاصة في الإجراءات التي تتضمن السبيل الهضمي (GIT) أو الجهاز الهضمي (GIS). ويبدأ السبيل الهضمي من الفم أو تجويف الفم ويستمر حتى نهاية فتحة الشرج. ويتم اللجوء إلى الإجراء الجراحي عادة نتيجة لمرض يصيب السبيل الهضمي. ويبدأ الإجراء بشطر هذه الأنبوبة، عادة بين الجزء الأخير للأمعاء الدقيقة (اللَّفائِفِيّ) والأمعاء الغليظة أو القولون ومن هنا تحدث عملية فغر القولون والإخراج من الجسم من جوف البطن.
تُعرف نقطة الإخراج هنا باسم الفغرة. ومن أجل تحقيق نجاح باهر والحد من الآثار الجانبية، فمن الأفضل إنجاز هذا الإجراء في أكثر نقطة انخفاضًا في المسلك الهضمي قدر الإمكان حتى يساعد ذلك على هضم أكبر كمية من الطعام قبل التخلص من البراز من الجسم. وتكون عادة الفغرة مغطاة بالجهاز الجيْبَي القابل للإزالة (التصاقي أو ميكانيكِيّ) الذي يقوم بتجميع واحتواء الناتج للتخلص النهائي. وتساعد الأجهزة الجيبية الحديثة الأشخاص من استئناف النشاطات الطبيعية ونمط الحياة الطبيعي بعد الجراحة، غالبًا بدون دليل مادي للفغرة أو جهازها الجيبي.

## نماذج الفغرات
- مُفاغَرَةُ كِيسِ الدَّمْعِ بالأَنف
- ثقب القصبة الهوائية
- مِعَوِيّ:
  - فَغْرُ الأَعْوَر
  - فَغْرُ القولون
  - فغر العفج
  - فَغْرُ اللَّفائِفِيّ
  - فَغْرُ الصَّائِم
  - فَغْرُ الزَّائِدَة (انظر حقنة مالون الشرجية للحصر التقدمي)
- فَغْرُ المَريء
- فَغْرُ المَعِدَة (انظر أيضًا فغر المعدة التنظيري بطريق الجلد)
- فَغْرُ المَرارَة
- فَغْرُ قَناةِ الصَّفْراء
- بَضْعُ الصُّلْبَة
- فَغْرُ الرُّغامَى
- الفغر البولي (انظر أيضًا تحويل بولي لمجرى اللفائفي)
  - فَغْرُ الكُلْيَة
  - فَغْرُ الحالِب
  - فَغْرُ المَثانَة(فَغْرُ المَثانَة)